# Blesle
Blesle település Franciaországban, Haute-Loire megyében. Lakosainak száma 618 fő (2022. január 1.). Blesle Auriac-l’Église, Massiac, Autrac, Espalem, Grenier-Montgon, Léotoing, Saint-Étienne-sur-Blesle, Torsiac és Apchat községekkel határos.

## Népesség
A település népességének változása:
| Lakosok száma | 847  | 824  | 703  | 657  | 615  | 628  | 637  | 636  | 634  | 618  |
|               | 1968 | 1982 | 1990 | 2006 | 2013 | 2015 | 2017 | 2019 | 2020 | 2022 |